# Joscelin Verreuil
Joscelin Verreuil is een personage uit Kushiëls sage van Jacqueline Carey.
Joscelin is een lid van de Cassilijnse Broederschap, een genootschap van celibataire en gedisciplineerde vechters. Hij is de middelste zoon van Chevalier Millard Verreuil, Heer van een kleiner Huis. Na zijn 'opleiding' bij de Cassilijnen wordt hij de persoonlijke beschermer van Phèdre Delauney, en haar ‘Volmaakte Gezel’. Hij heeft de ouderwetse nobele trekken van een provinciale heer, en zijn sobere asgrijze tuniek omhult een lang, goed geproportioneerd lichaam. Zijn ogen zijn lichtblauw, en zijn haar dat tot een vlecht bijeen is gebonden, heeft de kleur van een korenveld. 
Tijdens Phèdres eerste 'afspraak' wordt Joscelin direct getest. Hij weet niet te voorkomen dat Heer d’Essoms een mes op Phèdres keel zet, maar weet hem vervolgens door een razendsnelle, soepele, Cassilijnse beweging te ontwapenen. Joscelin vraagt Anafiel Delauney om hem uit zijn dienst te ontslaan, maar Delauney accepteert dit niet, en zegt niet ontevreden te zijn over zijn handelingen in het bolwerk van Angelieke intriges. Vanaf dat moment blijft Joscelin vrijwel steeds aan de zijde van Phèdre. Ook als de Cassilijnse Broederschap hem hierdoor dreigt te verstoten.